# Equação de Swain-Lupton
C. Gardner Swain e Lupton Elmer C. Jr., do Instituto de Tecnologia de Massachusetts (MIT) redefiniram o parâmetro substituível, σ (da equação de Hammett) baseado na ideia de apenas duas variáveis (efeitos de ressonância e efeitos de campo) são necessárias para descrever os efeitos de um determinado substituinte. Efeitos de campo, F , são definidos para todos os efeitos (e puro campo indutivo). Da mesma forma, os efeitos devido à ressonância, R , são devidos à média do doador de elétron e capacidade de aceitação de habilidade. Estes dois efeitos são considerados independentes uns dos outros e, portanto, pode ser escrito como uma combinação linear:
σρ = f  F + r  R  
em que σ é a constante de grupo de Hammett; F representa os efeitos indutivo e de campo; R o efeito de ressonância; f e r são coeficientes empíricos e independentes. 
Hammett reconheceu em 1938 que ocorre uma discrepância quando um substituinte nitro é combinado com um centro de reação que possui uma tendência muito mais forte do que o grupo carboxilato para doar elétrons. 
O estudo de Swain e Lupton foi feito com base em duas premissas: a primeira considera que o efeito de para-substituintes na ionização do ácido biciclo-[2,2,2]-octano-1-carboxílico resulta inteiramente da ação de efeito indutivo do substituinte, uma vez que o efeito de ressonância não se transmite por sistemas saturados; a segunda premissa considera que o efeito eletrônico transmitido pelo grupo substituinte trimetilamônio, -N(CH3)3, não envolve efeito de ressonância, podendo-se, portanto, considerar este efeito como sendo igual a zero. Desta forma, foi possível calcular o valor de σ a partir da equação :
σp  = 0,56 F + R
em que σp é a constante sigma de Hammett na posição para; F são os efeitos indutivo e de campo; R é o efeito de ressonância e 0,56 é o valor de σ para o sistema de reações utilizado por Swain e Lupton.

## Usos
Parâmetros espectroscópicos como frequência de absorção na região do infravermelho, n, deslocamentos químicos de RMN-1H e RMN-13C, d, além de constantes de ionização, K, e variação no momento dipolar, µ, são alguns dos parâmetros que podem refletir a influência eletrônica de grupos substituintes sobre as propriedades de um determinado composto químico. ↑  Parâmetros como freqüência de absorção na região do infravermelho e deslocamentos químicos de RMN-1H e RMN-13C têm sido empregados com sucesso como descritores estruturais de caráter eletrônico em estudos de QSAR. ↑ 

## Desvantagens
Como qualquer outra relação de energia livre linear estabelecida, a Equação Lupton-Swain também vai falhar quando circunstâncias especiais que, a mudança ou seja, na etapa determinante da velocidade ou um mecanismo de solvatação estrutural. ↑  Podemos citar como limitação, o uso para determinar, a freqüência de estiramento em cetonas assimétricas, como uso de UV.↑ 